# De trek naar Oklahoma
De trek naar Oklahoma is een stripalbum uit de reeks Lucky Luke. Het album beschrijft de inbezitneming van het Indian Territory als de latere staat Oklahoma.

## Het verhaal
Oklahoma zal worden vrijgegeven voor kolonisatie, met een symbolisch startschot. Lucky Luke krijgt de opdracht om te zorgen dat kolonisten niet eerder het gebied ingaan om het beste land te bezetten, alsmede om de orde onder de kolonisten te handhaven. De rivaliteit is namelijk bijzonder groot. Luke krijgt hierbij te maken met een stelletje (niet al te slimme) criminelen.
Na de inbezitneming ontstaat een stad, Boomville. Lucky Luke handhaaft de orde tot een burgemeester gekozen wordt. Dit wordt de "dorpsgek" Dopey, omdat iedereen zichzelf kandidaat stelt en nog liever op Dopey stemt dan op een concurrent. Ondertussen trachten de criminelen een illegale saloon op te zetten omdat Lucky Luke en Dopey drank, spel en zelfs wapens hebben verboden. Toch lijkt het goed te gaan met de stad. Tegen alle verwachtingen in doet Dopey het uitstekend als burgemeester.
Helaas is het klimaat erg droog, en er ontstaat een water- en voedselgebrek. Uiteindelijk vertrekt iedereen, inclusief de criminelen, Lucky Luke en Dopey. Het land wordt terugverkocht aan de indianen, die, wanneer er olie wordt gevonden, schatrijk worden.

## Achtergronden bij het verhaal
- De stichting van Oklahoma City stond waarschijnlijk model voor die van Boomville, waar de kolonisten in tegenstelling tot in het stripverhaal ter plekke bleven.
- Het personage Dopey is een karikatuur van filmacteur Michel Simon.